# Pomorski muzej u Zadru
Pomorski muzej, muzej u Zadru.

## Povijest
Zbirku u svezi s razvitkom pomorstva zadarskog kraja stvara se 1958. godine. Bila je pri tadašnjem Institutu za historijske i ekonomske nauke JAZU u Zadru, a zahvaljujući nastojanju dr. Vjekoslava Maštrovića i djelatnika tadašnjeg instituta. Namjera je bila da zbirka preraste u muzejsku. Povodom proslave 100. obljetnice početka rada JAZU 1966. godine svečano je otvoren Pomorski muzej u Zadru. Zadaća mu je bila skupljati građu u svezi s pomorstvom zadarskog kraja. Muzej to nikad nije postao u stvarnosti, premda je nosio to ime, nego je cijelo vrijeme bio tek zbirka unutar Instituta. 1960-ih i 1970-ih prikupljeno je više 450 izložaka. Zbirka nije rasla sljedećih 20 godina zbog organizacijskih, materijalnih, kadrovskih i administrativnih razloga, a velikosrpska agresija i gotovo odsječenost često granatiranog Zadra nije dala nikakvih mogućnosti nalaska ni sigurnosti novih prostora. Ipak, posjete su bile moguće. Seoba zbirke u današnje adaptirane prostore bila je početkom 2002. godine, uz pomoć Grada Zadra. Nalazi se u bivšoj restauratorskoj radionici. Prostori su tri velike i jedna mala izložbena dvorana. Izlošci su predstavljeni kronološki. Prva dvorana: prapovijest, antika i starohrvatsko pomorstvo. Druga dvorana: razdoblje jedrenjaštva i parobrodarstva. Treća dvorana: razdoblje suvremenog motornog brodarstva. U maloj prostoriji su predmeti, fotografije i članci u svezi s tragedijom tankera Petra Zoranića. Ispred zgrade je zbirka željeznih brodskih sidara. Cjeline zbirke su:  cjelinama: Sidra, Brodski dijelovi i ukrasi, Oružje, Slike, grafike i crteži, Instrumenti za plovidbu, Brodska oprema, Modeli brodova, Havarija broda "Petar Zoranić", Zemljovidi i globusi, Pomorske uspomene, Ribarski predmeti, Arhiv i Priručna knjižnica. Namjerava se premjestiti zbirku na zadarski poluotok.